# Ян Міколайчак
Ян Міколайчак (пол. Jan Mikołajczak, 30 березня 1907 — 15 грудня 2002) — польський академічний веслувальник.
Бронзовий призер Олімпійських Ігор 1932 року в складі розпашної двійки без стернового.
Чемпіон Європи 1930 року в складі розпашної двійки без стернового, срібний призер 1929 (розпашні двійки без стернового), 1931 (розпашні четвірки без стернового) років.